# Nebulosa de la Taràntula
La nebulosa de la Taràntula, també coneguda com a 30 Doradus, és una regió HII que es troba al Gran Núvol de Magalhães. Inicialment considerada un estel, el 1751 Nicolas-Louis de Lacaille va reconèixer la seva naturalesa de nebulosa.

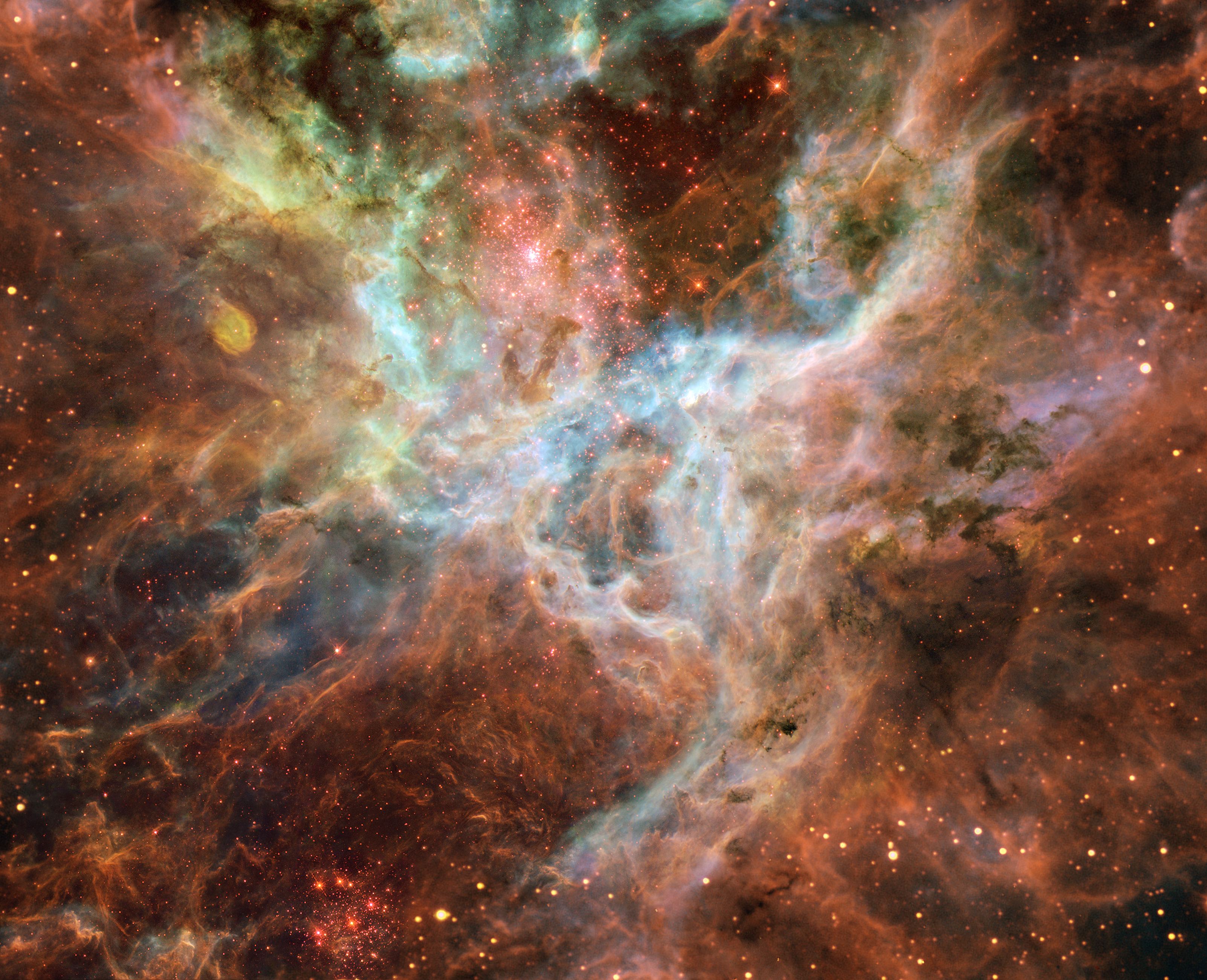
Regió central de la nebulosa de la Taràntula —mosaic de 15 imatges del Hubble. Crèdits: NASA/ESA.

Amb una magnitud aparent de 8, la nebulosa de la Taràntula és un objecte extremadament lluminós, considerant que es troba a uns 170.000 anys llum de distància. La seva lluminositat és tal, que si es trobés a la mateixa distància de la Terra que la nebulosa d'Orió, arribaria a produir ombres. De fet, és la regió de formació estel·lar més activa coneguda dins de les galàxies del Grup Local. En el seu centre, es troba el cúmul estel·lar (~2.5 pc de diàmetre) R136, extraordinàriament compacte, massiu (450.000 vegades més massiu que el Sol), i ric en estels de molt alta massa i lluminositat, que produeix la major part de l'energia que fa visible la nebulosa, i s'estima la seva edat en 1 o 2 milions d'anys i existeix la possibilitat que en el futur s'acabi convertint en un cúmul globular de baixa massa.
La supernova més propera observada des de la invenció del telescopi, SN 1987A, va tenir lloc als afores de la nebulosa de la Taràntula.